# Mircea Dușa
Mircea Dușa (ur. 1 kwietnia 1955 w m. Toplița, zm. 19 grudnia 2022) – rumuński polityk, samorządowiec i działacz komunistyczny, w 2012 minister delegowany ds. kontaktów z parlamentem oraz minister administracji i spraw wewnętrznych, w latach 2012–2015 minister obrony narodowej.

## Życiorys
W 1974 ukończył szkołę średnią, następnie przez dwa lata odbywał służbę wojskową. Według biografii na stronie parlamentu od 1984 do 1988 kształcił się na Akademii Studiów Ekonomicznych w Bukareszcie, a w 2004 uzyskał magisterium z zarządzania instytucjami europejskimi na Universitatea „Lucian Blaga” din Sibiu. Według doniesień medialnych w latach 80. studiował jednak na komunistycznej uczelni Academia Ștefan Gheorghiu.
W latach 1976–1989 należał do Rumuńskiej Partii Komunistycznej, a w 1996 dołączył do Partii Socjaldemokracji w Rumunii (przekształconej później w Partię Socjaldemokratyczną). Był kierownikiem biura i sekretarzem w ramach komunistycznej młodzieżówki UTC oraz instruktorem PCR. Od 1976 zatrudniony w ramach ludowej rady miasta Toplița, od 1986 do 1990 był jej wiceprzewodniczącym. Następnie do 1996 pozostawał zastępcą burmistrza, a w latach 1996–2001 burmistrzem tej miejscowości. W latach 2001–2004 pełnił funkcję prefekta okręgu Harghita.
W 2004, 2008 i 2012 wybierano go do Izby Deputowanych. Zajmował stanowisko wiceprzewodniczącego izby (2010) i przewodniczącego grupy parlamentarnej PSD (2010–2012). Od maja do sierpnia 2012 był ministrem ds. kontaktów z parlamentem, a następnie do grudnia 2012 ministrem administracji i spraw wewnętrznych w ramach pierwszego rządu Victora Ponty. Następnie od grudnia 2012 do listopada 2015 kierował resortem obrony narodowej w ramach trzech kolejnych gabinetów tegoż premiera. Po odwołaniu rządu w listopadzie 2015 został kandydatem na tymczasowego premiera, jednak wobec sprzeciwu prezydenta Klausa Iohannisa funkcję tę objął ostatecznie Sorin Cîmpeanu.

## Życie prywatne
Żonaty z prokurator Aną, ma dwoje dzieci.